# Leesburg (Indiana)
Leesburg é uma cidade  localizada no estado americano de Indiana, no condado de Kosciusko.

## Demografia
Segundo o censo americano de 2000, a sua população era de 625 habitantes.
Em 2006, foi estimada uma população de 611, um decréscimo de 14 (-2.2%) habitantes.

## Geografia
De acordo com o United States Census Bureau a cidade tem uma área de
0,6 km², dos quais 0,6 km² estão cobertos por terra e 0,0 km² estão cobertos por água. Leesburg localiza-se a aproximadamente 253 m acima do nível do mar.

## Localidades na vizinhança
O diagrama seguinte representa as localidades num raio de 16 km ao redor de Leesburg.